# Blake, Cassels & Graydon
Blake, Cassels & Graydon S.E.N.C.R.L./s.r.l. (Blakes) est un cabinet d’avocats international en droit des affaires établi au Canada. Il fait partie des sept principaux cabinets d’avocats (les sept sœurs (en)) situés à Toronto, au Canada.

## Présentation
Fondé en 1856 par Dominick Edward Blake, Blakes a des bureaux à Montréal, Ottawa, Toronto, Calgary, Vancouver, New York, Londres, Bahreïn et Beijing. Son statut de membre fondateur de Lex Mundi (en), le plus important réseau de recommandations non exclusif entre cabinets d’avocats indépendants qui regroupe des cabinets de plus de 160 ressorts, facilite son accès au marché international. Blakes est aussi membre consultatif de TechLaw Group, Inc., réseau international de 21 importants cabinets d’avocats implantés dans plus de 35 pays, dont la mission fondamentale consiste à promouvoir les intérêts des clients dans tous les secteurs des affaires liés à la technologie.
À l’heure actuelle, le président du conseil de Blakes est Brock Gibson. Il a été élu à ce poste en janvier 2009, et c’est la première fois que le président du conseil provient d'un des bureaux du cabinet de l'Ouest canadien. Robert Granatstein est l’associé administrateur national depuis 2002. Blakes compte également un associé administrateur dans chacun de ses bureaux.

## Personnalités d'hier et d'aujourd'hui
- Dominick Edward Blake
- Clara Brett Martin (en)
- Zebulon Aiton Lash (en)
- Peter Hogg
- Brock Gibson
- Rob Granatstein
- Robert Torralbo
- Paul Martel